# Districtul Pásztó
Pásztó (în maghiară Pásztói járás) este un district în județul Nógrád, Ungaria.
Districtul are o suprafață de 551,56 km2 și o populație de 31.497 locuitori (2013).